# シャイニング・フォース フェザー
『シャイニング・フォース フェザー』 （Shining Force Feather）は、2009年2月19日にセガから発売されたニンテンドーDS用シミュレーションRPG。開発はフライト・プラン。『電撃マ王』や公式サイトなどの略称は「シャイニング フェザー」、または「SFF」。キャラクターデザインにライトノベル『レンタルマギカ』のキャラクターデザインであるpako、「涼宮ハルヒシリーズ」や『灼眼のシャナ』シリーズの挿絵で知られるいとうのいぢを起用している。

## プロローグ
3000年前、異世界より来襲したる「虚無」の軍勢を「シャイニング・フォース」と呼ばれる軍勢が退けた。すでに終わったと思われていたその戦いだが、ザイロン帝国第2皇子であるシュウホウは、遺跡探索中に偶然古代の遺産であるコアユニットのラヴィニアを発見する。同時期に、親友のベイルと共に遺跡探索を行っていたジンは、同じくコアユニットのアルフィンを発見する。これらの出会いが、彼らを再び虚無との戦いへと巻き込むのだった。

## システム

### ゲームの流れ
当ゲームは会話や戦闘をしていくことで物語が進む。プレイヤーおよびコンピューターはフィールド上を移動し、限られた攻撃可能範囲にいる敵を最大3体まで選んで攻撃できる。
RPGで言う魔法に相当するフィールドスキルは、アタック系と、回復や補助を行うサポート系がある。

### 戦闘
これまでのシリーズとは違い、ゲーム時の戦闘はターン制によるローテーションで行われる。
- 戦闘時、参加できる味方キャラクターは強制参加を含めて一度に最大5人。
- 戦闘ターンが始まる際はフォースという、攻撃や、フィールドスキルを使うのに必要な力が基本値として30 - 40供給される。
- 戦闘は素早さの高いキャラクター順に行動する。
- 戦闘は基本的に敵を全て倒せば勝利となり、味方全員がHP0となって撤退した場合や、ターン制などの条件を満たさなかった場合敗北となる。
- 経験値は戦闘に勝利した後に、その戦闘時の行動によってボーナスが加算され、戦闘に参加しなかった控えメンバーには70％の経験値を習得される。レベルアップの際は、上昇するステータスの他に、上昇したボーナスポイントを自由に振り分けることができる。
- キャラクターや物理攻撃、攻撃型のフィールドスキルには特定の火・水・風・雷・光・闇の属性が存在し、火と水、風と雷、光と闇は反している属性の相手に対して増大したダメージを与え、同じ属性の場合は軽減される。属性とは別に存在する無属性のノーマルスキルではどの属性に対しても安定したダメージを与える。
- 敵からの攻撃時、受ける瞬間にタイミングよくBボタンを押すと少量のHPを回復し、Aボタンを押すとフォースを回復する。HPが30％以下の場合は効果が高くなる。
- 特定の条件を満たしている場合、2体で連携して敵一体を攻撃する「ユニオン」、最大5人で連携し波状攻撃を仕掛ける「コネクト」を行える。コネクトの際、15回以上の攻撃を続けて行うと、攻撃と同じタイミングで十字ボタンのいずれかの方向を押すことで敵を吹き飛ばすことができる。
- フォースが最大まで溜まっている場合、それをすべて消費することで「フォースMAX」という強力な効果を一回の戦闘で一人一度だけ発動できる。

戦闘時における状態変化・状態異常
ポイズン
一定ターンの間、一定量のHPを減らす。
バインド
一定ターンの間、素早さを低下させる。
ヘビー
一定ターンの間、キャラクターの移動距離を低下させる。
カース
一定ターンの間、バトルターン開始時のフォースが供給されなくなる。
エンハンス
一定ターンの間、バトルターン開始時のフォースが通常の倍供給される。
リカバリー
撤退状態のメンバーを復活させる。
ブースト
2ターンの間、対象メンバーの攻撃力と魔力を上昇する。
タフネス
2ターンの間、対象メンバーの防御力と魔法防御力を上昇する。
クイック
2ターンの間、対象メンバーの素早さを上昇する。
ステップ
2ターンの間、対象メンバーの移動距離を上昇する。

## 用語
飛空艇
正式名称は「飛空巡航艦」。3000年前の「シャイニング・フォース」の遺産であり、大気中のマナを動力源にして動く。
多少の損傷ならば時間が経てば自己修復し、船首先頭にはマナをエネルギーとする主砲が備えられている。
コアユニット
飛空挺を起動するために必要な、生物に限りなく近い生体部品で作られた人工の生命体。自我を持っているために自分で考えて行動し、生物が成長し進化するように、経験を積むことでプログラムが自己進化していく。ピピン曰く、「全体の7割は女性型」らしい。
基本的にマスター登録をした相手の命令には忠実に従うが、中には例外もある。
人間型のヒューマノイドタイプ、動物型のアニマロイドタイプ、昆虫型のインセクトイドタイプなどが存在し、他のボディに意思を交換することができる。
浮遊要塞
「虚無」が作り出した、飛空挺と同じくコアユニットによって起動する、その名の通り空を飛ぶ要塞。マナと生物の命を動力源にして動く。
火力・機動力・全長共に飛空艇を遥かに超える。

## 登場人物

### パーティキャラクター
ジン
声 - 羽多野渉
17歳・身長176cm 種族：ヒューマン 属性：火
本作の主人公。トレジャーハンターを生業としている少年。身の丈程もある大剣を振り回して戦う剣士。
幼い頃の戦災で親を失い、孤児になったところを幼馴染のシズマと共にシンガ村の「飛天一刀流」の師範であるオウシンに拾われ剣術を学んでいたが、悪戯する、訓練をサボる、師匠にタメ口を聞くなど、素行の悪さを指摘され破門された。丁度その時親と大喧嘩して家出した親友のベイルと共に村を旅立ち、それ以来二人で旅を続けている。
訓練や修行といったものが大嫌いで自分から進んですることは無いが、生まれつき勝負強さにかけては天性の才能があり、毎日真面目に訓練を続けていたシズマに負けたことがないのにはサヤカも驚いたようである（オウシン曰く、「ジンが真面目に修行を続けたらそれこそ逆に弱くなる」とのこと）。面倒臭がりな上、言葉遣いが悪く、鬱陶しいことは他人に押し付ける。おまけに適当という典型的な俺様至上主義だが、その反面、一度決めた事は何としてでもやり遂げる強靭な意志と、自分よりも遥かに強大な敵を相手にしても一歩も怯まない勇敢さを持っており、仲間達からは頼りにされている（巨大な浮遊要塞が現れたときも、「主砲をぶち込む的がでかくて助かるぜ!」と言って笑い飛ばした。）。兄貴肌で不器用ながら優しい一面もある。
精霊の谷の遺跡で偶然アルフィンを発見し、彼女のマスターと登録され飛空艇の主となる。
初めは飛空艇を売り飛ばそうと考えていたが、アルフィンと旅を続ける内に次第に彼女は特別な存在になっていく。最後には崩壊する浮遊要塞の中に単身で残って自分の命を捨てる覚悟で要塞の中に取り残されたアルフィンを救出に向かい、二人で奇跡の生還を果たした。戦いを終えた後は、飛空艇で旅を続けており、アルフィンと「ずっと一緒にいよう」と約束を交わした（正確にはアルフィンに「自分が死ぬまでアルフィンはもつのか」と質問し、耐久年数は十分もつと聞いた後、「俺が死ぬまでなら一緒に居るのも悪くない」という言葉をアルフィンが「死ぬまで一緒に居たい」と解釈した）。
ミリアムに「お兄さん」と呼ばれる。
フォースMAXは範囲内にいる敵に火属性のダメージを与える「一閃 朱雀（いっせん すざく）」。
アルフィン
声 - 伊藤静
17-18歳・身長156cm 種族：人造生命体（ヒューマノイドタイプ）
精霊の谷の遺跡に眠っていた飛空挺（飛空巡航艦FS-317a）のコアユニット。形式名称はAL‐FiN‐078‐39216。3000年前に異世界より現れ世界を無に帰そうとした軍団「虚無」を倒し、世界に平和を取り戻した戦士団「シャイニング・フォース」により予備として作られ遺跡の奥に眠っていたが、ジンの呼びかけにより目を覚まし、彼をマスターとして認識する。しかし尊敬の意はなく、単に命令優先度が一番なだけ。
初期状態で使われないまま保管され眠りについていたために、知的好奇心が非常に旺盛。ジンに対してはバカにするような言動が多く、彼に「俺、お前のマスターなんだよな？」などと殺し文句を言われる度に「もちろんです。私はマスターの命令に忠実なコアユニットですから」「気のせいです」と軽くいなしている。また、意外と根に持つタイプ。嘘は吐けないらしい。
浮遊要塞が復活した時シュウホウによって連れ去られてしまうが、そこでラヴィニアとの戦いの際に彼女へのエネルギー供給の回路を断ち、ジン達に大逆転のチャンスを与えた。その直後、ラヴィニアの対抗プログラムに侵されほとんどの能力を失ってしまったことで崩壊する浮遊要塞の中で死を覚悟し、「私はもはや何の役にも立たないのです。」とジンの助けを一度は拒むが、「言ってなかったか？俺はガラクタ集めが趣味なんだよ。」というジンの不器用ながらも優しい言葉に説得され、二人で無事生還した。この時、ジンのこの言葉を優先度AAA（トリプルエー）で記憶している。
戦いを終えた後も、飛空艇のコアユニットとしての役割を果たしており、ジンが体を取り戻したピピンのマスターになろうとしている所を見て拗ねるなど、彼のことを少なからず想うようになった。そしてジンの「生きている限りずっと一緒にいてくれ」という言葉に（素直じゃないジンの言葉をアルフィンがそう解釈し）「…了解しました。優先度…いえ、削除禁止で登録しておきます」と彼女なりの返事をした。
ミリアムに「お姉さん」と呼ばれる。
戦闘向きに出来ていないのでゲーム中では戦うことはないが、衣装を替えることで属性攻撃の威力を上げたり、追加効果を付けることができる。
ベイル
声 - 小野大輔
18歳・身長205cm 種族：ケンタウロス 属性：雷
ジンとは昔から一緒にバカなことをやっていた同郷の親友。連結させてダブルセイバーにできる二本の槍を操って戦う。
シンガ村の騎士の家系だったが、家督争いに嫌気が射して両親と大喧嘩したことで丁度二年前にジンと共に村を飛び出し、それ以来トレジャーハンターとして彼の相棒的存在になっている。ジンのボケにツッコミを入れるのは彼の役割であり（それについてはジンも自覚している様子）、また彼の無謀な行動にブレーキをかけるのも日常茶飯事。よく「オヤジみたいにハゲるぞ。」と髪の毛のことでしょっちゅうジンにからかわれており、言われる度にキレている。10歳の時に初めてジンに会った時、自分の事を「馬！」と言った彼に（ケンタウロス族にとってこれは最低の侮辱である）初対面であるにもかかわらず大喧嘩した。女好きだがチャラチャラしている訳ではなく、なんだかんだと言いながらもジンの世話を焼くなど面倒見のいい性格。また美人であろうと、エルフや魔族など、曰くのある種族は苦手。
ミリアムに「お馬さん」と呼ばれる。自分にとってそれは侮辱なのだが、エルフは祟られるという言伝えが怖いのと、言っても本人が聞く耳を持たないために諦めている。
フォースMAXは5ターンの間範囲内の味方にステップの効果を与える「疾駆け（はやがけ）」。
ミリアム
声 - 伊藤かな恵
15歳・身長160cm 種族：エルフ 属性：風
森の奥のエルフ族の集落で暮らしていた弓使い。
成人の儀式で洞窟へ鍵を取りに行く途中でジンとベイルに出会い、以後行動を共にする（その鍵は飛空艇のコードキーの一つ）。見た目は可憐な少女だが、がさつで食いしん坊。しかし何事にもポジティブで素直。大好物の干物に対する執着は異常にも見られる。ジンからは妹分のように思われている。成人の儀式が終わると同時に村を出て来たので、物事をあまりよく知らず、「子供ってどうやって産むの？」などと訊いて、ジンやユリアスを困らせることが多々ある。
相手への呼び方は外見や印象などから大雑把に付けているあだ名で、賛否両論が絶えないが気にしていない。
フォースMAXは5ターンの間範囲内の味方にクイックの効果を与える「スピードスペル」。
漫画版ではアルフィンを見つける前に仲間に加わっている。
ティーダ
声 - 小清水亜美
18歳・身長168cm 種族：ビーストクォーター 属性：火
ヒューマンの父と獣人の母の間に生まれたハーフでネコの耳と尻尾が特徴。爪の様なナックルを武器に体術で戦う。
両親の生前から修業を積み、死後も訓練を続けて闘技場の無敗の女剣闘士となったが、強すぎるが故に対戦相手がいないのが悩みの種。ジンたちに八百長試合の助太刀をされ、その後常勝ゆえに居辛くなったため旅に出て、帝国軍と戦っている最中のジンたちに出くわし、借りを返すために仲間に入る。
無口で無愛想に見えるがそれは感情表現が苦手なだけで、認めた相手には心を開く。
事あるごとにジンに手合わせを申し込むが、ことごとく断られる。耳や尻尾を触られるのが苦手。
ミリアムに「ネコさん」と呼ばれる。
フォースMAXは範囲内の敵に無属性のダメージを与える「アクセルビート」。
漫画でのジン達との出会いはゲーム同じく闘技場の街でありながら、最初は敵でバルバザンと共に現れる。
ユリアス
声 - 神谷浩史
16歳・身長166cm 種族：ヒューマン 属性：水
古代文明に興味を抱き、日々探求を続ける魔術師。実家は貴族の商家。ロボットの魔犬と魔法を使役して戦う。
普段は生真面目で冷静だが、高貴な生まれのためにジンなど目上の相手にも尊大に振る舞いがち。遺跡や古代文明のこととなると目の色を変えてしまい、トラブルに巻き込まれる。また押しに弱く、周りに振り回されることも多い。
ジンたちとの行動も、古代の遺産である飛空艇への興味本位で帝国軍に一味と間違われた故。
ミリアムに「メガネくん」と呼ばれ、気に入られている。あだ名は嫌なのだが、やはり本人が聞く耳を持たないので諦めている。
フォースMAXは5ターンの間範囲内の味方にブーストの効果を与える「アクティブコード」。
漫画版ではミリアム同様に初めから仲間に加わっている。
ラッシュ
声 - KENN
17歳・身長175cm 種族：ヒューマン 属性：光
ジンとは事あるごとに宝の奪い合いをしてきたトレジャーハンター。銃と剣の特性を持つガンソードを使って戦う剣士。
典型的な熱血バカで、物事を深く考えずほとんど感覚だけで生きている。しかし、剣の腕はジンに匹敵するほどであり、どんな時にもあきらめないことを信条にしている。
自称「ジンの最強のライバル」だが、当のジンにとってはトラブルメーカーでしかない。
ミリアムに「変なお兄さん」と呼ばれる。
フォースMAXは範囲内の敵に光属性のダメージを与える「こいつはすごいぜ!」。
ピピン
声 - 加藤英美里
14-15歳・体長22cm 種族：人造生命体（アニマロイドタイプ）
ラッシュがジンとほぼ同時期に手に入れた飛空艇（飛空巡航艦FS-317b）のコアユニット。形式名称はPI‐PiN‐113‐46881。アルフィンの飛空艇とは別々に封印されていたもので、二つは元々一つの飛空艇だった。
「シャイニング・フォース」によって作られ、当時から活動している数少ない一体であるために、稼働時間が長い分プログラムが自己進化しており、小動物の様な外見に反して感情性や言動はアルフィンと比べて人間に遥かに近い。登録されているマスターも当時のままで現代でのマスター登録はしていないが、出逢ったラッシュとは相棒としての関係である。
以前はヒューマノイドタイプだったらしいが、経年劣化で使い物にならなくなってしまい、予備である現在のボディを使っている。
ミリアムに「ピピちゃん」と呼ばれる。
アルフィン同様に戦闘には参加しない。
ゲームでは条件を満たすとクリア後にヒューマノイドに変わり、漫画版ではアニマロイドの他にヒューマノイドのボディも持っており、状況に応じて使い分けている。
グリゼリア
声 - 井上喜久子
22歳・身長172cm 種族：魔族 属性：風
「虚無」の末裔とされ、大陸中で差別されている魔族の長の娘。長い杖と魔法を武器に戦う魔術師。
美人でスタイルもよく、ジンの好みであるらしい。自分に偏見を持たなかったジンに好意を抱き、積極的なアプローチを仕掛けるがなかなか気づいてもらえない。
ミリアムに「グリさん」と呼ばれる。
フォースMAXは範囲内の味方のHPを全回復する「魂の息吹」。
漫画版ではアルフィンが目覚めた後に初めて仲間になる。
バルバザン
声 - 大塚明夫
35歳・身長238cm 種族：ミノタウロス 属性：水
ギャオンに雇われた傭兵団の団長。身の丈も超えるほどの巨大な斧と頭の角を武器に戦う狂戦士。
ジン達と戦い、敗れてからは彼をライバル視する。何度も負けているうちにギャオンに役立たずの烙印を押され、ジンたち諸共始末されそうになったために共闘し、それ以降自分の傭兵団を解散して共に旅をすることになる。
ティーダの両親の戦友であり、ティーダを実の娘のように想っているが、彼女にはなかなか事実を告げられずにいる。なお仲間になるとティーダに対しての親馬鹿体質も見られる。
ミリアムに「牛さん」、ジンに「オッサン」と呼ばれる。
フォースMAXは5ターンの間範囲内の味方にタフネスの効果を与える「傭兵戦闘術」。
漫画版ではティーダと共にギャオンに用心棒として雇われる。
ココット
声 - 宮崎羽衣
12歳（外見年齢）・身長143cm 種族：天使? 属性：雷
「天使っぽいもの」と自称する、謎の少女（っぽいもの）。背中の白い翼や頭のリングなどから外見は天使だが、死神の様な鎌を振るう。
突然空から降ってきて、ジンたちに加勢する形で仲間に加わる。ジンを監視するために天界から遣わされた調律者……らしいが、天然ボケな言動が多く、自分から秘密を喋ってしまうなど失敗ばかりする。名前を呼ぶ時は男性は「君」付けで女性は「ちゃん」付け。一人称はボクで「なのです、ですよ」という喋り方をする。
ミリアムに「ココちゃん」と呼ばれる。
フォースMAXは5ターンの間範囲内の味方にエンハンスの効果を与える「福音」。
ゲームでの登場とメンバー加入はかなり遅いが、漫画版では最初にティーダとバルバザンを加えたギャオン達の前に現れる。

### ザイロン帝国
シュウホウ
声 - 諏訪部順一
27歳・身長183cm 種族：ヒューマン 属性：火
帝国の第二皇子でありながら、皇帝と兄である第一皇子に疎まれて帝都から離され地方に追いやられた不遇の身。
ラヴィニアへの愛に溺れ、彼女に言われるがままに浮遊要塞を起動させてしまう。最終的には心を操られ、人の姿をした化け物となってしまいジン達に倒されるが、利用されていたことには最期まで気づかなかった。
ラヴィニア
声 - 沢城みゆき
18-20歳・身長165cm 種族：人造生命体（ヒューマノイドタイプ） 属性：闇
ザイロン帝国辺境の遺跡でシュウホウに発見された浮遊要塞のコアユニット。
その正体は3000年前に「シャイニング・フォース」に敗れた「虚無」の残党である。目的を果たすために、自分を目覚めさせたシュウホウを誘惑し、巨大要塞を起動させた。アルフィンのタイプに似せて作られているが、その能力はオリジナルをも凌ぐ。シュウホウ等の人の目があるときは謙虚でお淑やかな女性だが、その内側に並々ならぬ憤怒と憎悪を抱き、要塞内に侵入してきたジン達には傲岸ともとれる態度を取る。
既に主の「虚無」は去ったが、残された自分達は主の命令に従うべきと考え、世界を破滅に導こうと様々な策謀を張り巡らす。
シズマ
声 - 福山潤
17歳・身長177cm 種族：ヒューマン 属性：水
ジンとは同郷の幼馴染で兄弟弟子。物覚えの悪さとバトルセンスの無さを努力で補って「飛天一刀流」を免許皆伝し、シュウホウの親衛隊である四武将になった。幼いころはかなりの泣き虫だったらしい。
ジンと幾度も戦い天賦の才能を持つ彼に勝った事はほとんどないらしいが、洞窟内の戦闘では俺様主義のジンに「味方の違い」とまで言わせるほどの腕前を見せる。
ロンガン
声 - 池田秀一
43歳・身長210cm 種族：ケンタウロス 属性：火
「鉄壁のロンガン」と云われる四武将の大将。清廉潔白で、敵に対しても騎士らしく敬意を払い、正々堂々とした勝負を挑む。
ラヴィニアのことについて胡散臭さを感じ何度もシュウホウに進言したが受け入れられることはなかった。
レイファ
声 - 今野宏美
25歳・身長170cm 種族：ダークエルフ 属性：闇
妖艶な雰囲気を醸し出す四武将の紅一点。魔法を操り、言いたいことは口にしないと気が済まない性格。
ジンには「胸のでっかいダークエルフ」と認識されてしまっている。
ゼクウ
声 - 関俊彦
31歳・身長185cm 種族：バードリング 属性：風
四武将の一人。カラスの様な外見で、大空を舞う忍者。普段は寡黙だが、口を開けば辛辣な皮肉が飛び出す。
レイファとはウマが合わなく、いつも喧嘩している。
ギャオン
声 - 優希比呂
24歳・身長167cm 種族：ヒューマン 属性：火
ザイロン帝国・辺境方面軍司令官。後にレイファの副官に昇格する（辺境とはいえ軍の司令官から副官になったので昇格なのか降格なのかわからない）。狡猾で出世欲が強く、高慢な態度で他者を見下した言動が目立つ。決して弱くはないはず（実際ゲーム終盤では襲撃してきたガードロボを撃退していた）なのだが、出るたびに撃退されているため、どうも情けない。また、自分の気に入らない相手に対しては手段を選ばずに相対する。
ゲーム、漫画版共にジンの飛空艇を押収しようとしたが返り討ちにあい、以後執拗に追い回すことになる。

### その他
オウシン
声 - 岸野幸正
67歳・身長170cm 種族：ヒューマン
戦災孤児だったジンとシズマの師匠で育ての親。ジンを弟子としては破門したが、飛び出した今でも息子のように思っており才能は認めている。シズマを帝国騎士に推薦した。
かつては皇帝勅命の剣士だったこともあって帝国でも名が通っており、兵士の指導を頼まれることもある。
サヤカ
声 - 近江知永
17歳・身長158cm 種族：ヒューマン
オウシンの実の娘。シズマの許嫁で、ジンとは幼馴染。男勝りで気が強く、料理の腕前はお粥すら不味く作るほどだが本人に自覚はない。

## 主題歌
「Fly on」
ボーカル - 葛巻潤子 / 作詞 - 岡本祐貴 / 作曲 - 桜井謙悟 / 編曲 - 岡本隆司
「不器用なココロ」
作曲 - 桜井謙悟 / 編曲 - 岡本隆司

## スペシャル・コレクションDVD Gift of the Sky 〜空からの贈り物〜
予約特典DVD。イラストを手掛けたpakoといとうのいぢ描き下ろしのサイン入りダブルジャケット。
設定画集 ビデオアルバム
ゲームに登場するキャラクターのイラストやデザイン中のラフイラストを全44収録。
オリジナルサウンドドラマ
声優陣による、公式サイトで公開された全6話に加えて、第7話が特典用に収録された。
オープニングアニメ
ゲーム本編のオープニングアニメーション。
プロローグPV
第一の主人公側と、第二の帝国側の様子が描かれたコンテンツに分けられているオリジナルアニメーション。
サウンドトラック
ゲーム本編の戦闘やイベントのBGMを収録したサウンドトラック。
アルフィン3DCGムービークリップ
ゲーム本編のエンディング曲をアレンジし、歌詞をつけたオリジナルソングを、アルフィンを演じる伊藤静が歌うスペシャルCGムービー。

## 漫画
Shining Force Feather シャイニング・フォース フェザー
『電撃「マ）王』にて、2009年6月号から2010年7月号まで連載。原作：セガ シナリオ：太田顕喜 作画：りゅうとひさし
物語は原作と違ったアレンジで進行していく。

### 単行本
1. 2009年11月27日発売
2. 2010年6月26日発売

## 関連商品

### CD
- ドラマCD「シャイニング・フォース フェザー」 2009年6月24日発売 ASIN B0026L3FHG
- シャイニング・フォース フェザー サウンドトラック 2009年6月24日発売 ASIN B0026L3G1Q

### 書籍
- シャイニング・フォース フェザー ビジュアル設定資料集 2009年6月25日発売 ISBN 4757749678 ISBN 978-4757749672
- シャイニング・フォース フェザー SS（ショートストーリー） 2010年3月20日発売 ISBN 9784758041430
  - 作：御門智 イラスト：pako/いとうのいぢ 原作：セガ
  - 一迅社より発刊。本編エンディング後の、オリジナル・ショートストーリー中心のノベライズ作品。

### フィギュア
アルフィン
- アンブリオversion1/8スケール メーカー：壽屋 ASIN B002XZL586
- 1/7スケール メーカー：オーキッドシード ASIN B0041Q3Z1U